# Max von Gallwitz
 Max Karl Wilhelm von Gallwitz (Breslau, 2. svibnja 1852. – Napulj, 18. travnja 1937.) je bio njemački general i vojni zapovjednik. Tijekom Prvog svjetskog rata zapovijedao je s više njemačkih armija na Zapadnom, Balkanskom i Istočnom bojištu. 

## Vojna karijera
Max von Gallwitz rođen je 2. svibnja 1852. godine u Breslauu. Sin je Karla Gallwitza i Elisabeth Buchwald. Nakon završetka srednje škole kao dragovoljac stupa u prusku vojsku služeći u 9. pukovniji poljskog topništva u sklopu koje sudjeluje u Prusko-francuskom ratu. Od listopada 1877. pohađa Prusku vojnu akademiju. U ožujku 1881. promaknut je u čin poručnika, nakon čega od srpnja 1882. kao pobočnik služi u 11. brigadi poljskog topništv u Kasselu. Od travnja 1883. raspoređen je na službu u Glavni stožer, da bi u listopadu 1885. bio unaprijeđen u čin satnika. Od prosinca 1886. služi u stožeru II. korpusa u Stettinu, nakon čega je u listopadu 1887. raspoređen u službu u odjel konjice u pruskom ministarstvu rata. U pruskom ministarstvu rata nalazi se na službi do siječnja 1890. godine kada dobiva zapovjedništvo nad bitnicom u 27. pukovniji poljskog topništva. U svibnju 1890. promaknut je u bojnika, nakon čega od ožujka 1891. služi u stožeru 9. pješačke divizije. Na službi u stožeru 9. pješačke divizije nalazi se iduće dvije godine, do srpnja 1893., kada je premješten na službu u stožer VII. korpusa. Od listopada 1895. zapovijeda bitnicom u 11. pukovniji poljskog topništva, dok u rujnu 1896. dostiže čin potpukovnika.
U lipnju 1897. Gallwitz postaje načelnikom odjela poljskog topništva u pruskom ministarstvu rata. Navedenu dužnost obnaša do listopada 1899. kada je imenovan zapovjednikom 76. topničke pukovnije. U međuvremenu je, u ožujku te godine, promaknut u čin pukovnika. U svibnju 1901. imenovan je zapovjednikom 29. topničke brigade smještene u Karlsruheu na kojoj dužnosti se nalazi do siječnja 1903. kada postaje načelnikom upravnog odjela u pruskom ministarstvu rata. Pritom je u međuvremenu, u listopadu 1902. unaprijeđen u čin general bojnika. U listopadu 1906. promaknut je u čin general poručnika, te imenovan zapovjednikom 15. pješačke divizije sa sjedištem u Kölnu. Dužnost zapovjednika 15. pješačke divizije obnaša idućih pet godina, do travnja 1911., kada je promaknut u čin generala topništva, te imenovan glavnim inspektorom topništva. U lipnju 1913. dobiva plemićku titulu.

## Prvi svjetski rat
Na početku Prvog svjetskog rata Gallwitz dobiva zapovjedništvo nad prestižnim 2. gardijskim pričuvnim korpusom koji se nalazio u sastavu 2. armije kojom je zapovijedao Karl von Bülow. Zapovijedajući navedenim korpusom sudjelovao je u invaziji na Belgiju, te u opsadi i zauzeću tvrđave Namur.
Zbog složene situacije na Istočnom bojištu uzrokovanom ruskom invazijom na Istočnu Prusku, Gallwitzov korpus je prebačen na Istočno bojište u sastav 8. armije gdje je sudjelovao u Prvoj bitci na Mazurskim jezerima. Ubrzo nakon toga 2. gardijski pričuvni korpus je premješten pod zapovjedništvo novoformirane 9. armije u čijem sastavu sudjeluje u bitkama kod Varšave. U studenom 1914. godine 2. gardijski pričuvni korpus je rasformiran, nakon čega Gallwitz dobiva zapovjedništvo nad mješovitim njemačko-austrougarskim korpusom također smještenim na poljskom dijelu fronte. U veljači 1915. Gallwitz je promaknut u zapovjednika Armijska grupe Gallwitz. Gallwitz je svojom armijskom grupom sudjelovao u ofenzivi Gorlice-Tarnow, te je istom napao Varšavu sa sjeverozapada. Tijekom ofenzive Gallwitz je 24. srpnja 1915. odlikovan ordenom Pour le Mérite, te dobio zapovjedništvo nad 12. armijom koja je reorganizacijom nastala iz armijske grupe kojom je do tada zapovijedao.
U rujnu 1915. godine Gallwitz postaje zapovjednikom njemačke 11. armije, te na tom mjestu zamjenjuje generala Augusta von Mackensena koji pak postaje zapovjednikom Grupe armija Mackensen u čiji je sastav ušla i 11. armija. Zapovijedajući 11. armijom Gallwitz sudjeluje u invaziji na Srbiju, te u listopadu 1915. prelazi Dunav i zajedno s austrougarskom 3. armijom potiskuje srpsku vojsku. Gallwitz svojim jedinicama zauzima Niš, spaja se s bugarskom vojskom, te prisiljava srpsku vojsku na povlačenje preko Albanije.
Nakon osvajanja Srbije, Gallwitz je u proljeće 1916. ponovno premješten na Zapadno bojište gdje najprije dobiva zapovjedništvo nad Grupom Gallwitz kojom sudjeluje u borbama kod Verduna, da bi u srpnju 1916. zamijenivši Fritza von Belowa postao zapovjednikom 2. armije. Uz zapovjedništvo nad 2. armijom Gallwitz je imao zapovjedništvo i nad Grupom armija Gallwitz koja se sastojala od njemačke 1. i 2. armije u čijoj je odgovornosti bila obrana Somme. U prosincu 1916. Gallwitz ponovno dobiva novo zapovjedništvo, ovaj put nad 5. armijom koja je bila smještena u području Verduna. Međutim, kako su upravo tada prestali protunapadi francuskih snaga, taj dio bojišta je tijekom 1917. bio relativno miran.
U siječnju 1918. Gallwitz dobiva zapovjedništvo nad novoformiranom Grupom armija Gallwitz kojom zapovijeda tijekom savezničke Ofenzive od 100 dana i u Bitci kod Saint-Mihiela u kojoj su njemačke snage poražene od strane Američkih ekspedicijskih snaga. Gallwitz se žestoko protivio pregovorima oko primirja, preferirajući potpunu mobilizaciju i borbu na matičnom teritoriju. Smatralo ga se i najozbiljnijim kandidatom za nasljednika Paula von Hindenburga na mjestu načelnika Glavnog stožera. Međutim, do imenovanja nije došlo budući je navadeno mjesto nakon rata ukinuto, pa se Gallwitz okrenuo politici.

## Poslije rata
Nakon rata von Gallwitz se umirovio, te se počeo baviti politikom. Kao član Njemačke nacionalne narodne stranke u razdoblju od 1920. – 1924. godine bio je zastupnik u Reichstagu.
Max von Gallwitz preminuo je 18. travnja 1937. godine u 84. godini u Napulju. Od 1891. nalazio se u braku s Freidrikom Englerth s kojom je imao sina i kćer. Sin Werner također je bio general u njemačkoj vojsci, te je tijekom Drugog svjetskog rata poginuo u borbama kod Sevastopolja.

Gallwitz je 1915. imenovan počasnim građaninom Freiburga im Breisgaua, dok mu je Sveučilište u Freiburgu dodijelilo počasni doktorat. Po Gallwitzu su nazvane i vojarne u Aachenu, Bonnu, Freiburgu i Hildesheimu, dok je u Berlinu po njemu nazvana jedna ulica.

## Vanjske poveznice
(engl.) Max von Gallwitz na stranici First World War.com

(engl.) Max von Gallwitz na stranici Historyofwar.com

(engl.) Max von Gallwitz na stranici Prussian Machine  Arhivirana inačica izvorne stranice od 29. srpnja 2014. (Wayback Machine)

(njem.) Max von Gallwitz na stranici Deutschland14-18.de  Arhivirana inačica izvorne stranice od 2. travnja 2016. (Wayback Machine)
| Prethodnik: | Zapovjednik 12. armije Max von Gallwitz | Nasljednik:    |
| nitko       | Zapovjednik 12. armije Max von Gallwitz | Max von Fabeck |

| Prethodnik:          | Zapovjednik 11. armije Max von Gallwitz | Nasljednik:         |
| August von Mackensen | Zapovjednik 11. armije Max von Gallwitz | Arnold von Winckler |

| Prethodnik:     | Zapovjednik 2. armije Max von Gallwitz | Nasljednik:           |
| Fritz von Below | Zapovjednik 2. armije Max von Gallwitz | Georg von der Marwitz |

| Prethodnik:      | Zapovjednik 5. armije Max von Gallwitz | Nasljednik:           |
| Ewald von Lochow | Zapovjednik 5. armije Max von Gallwitz | Georg von der Marwitz |